# Tulsipur
Tulsipur is een nagar panchayat (plaats) in het district Balrampur van de Indiase staat Uttar Pradesh. 

## Demografie
Volgens de Indiase volkstelling van 2001 wonen er 21.234 mensen in Tulsipur, waarvan 53% mannelijk en 47% vrouwelijk is. De plaats heeft een alfabetiseringsgraad van 55%. 